# Fortuné (torpilleur)
Pour les articles homonymes, voir Fortuné.
Le Fortuné est l’un des quatorze torpilleurs français de classe L'Adroit construits pour la marine française dans les années 1920.

## Conception
La classe L'Adroit était une version légèrement agrandie et améliorée de la classe Bourrasque. Les navires avaient une longueur de 107,2 mètres, une largeur de 9,9 mètres et un tirant d'eau de 3,5 mètres. Leur déplacement était de 1380 tonnes à charge standard et 2000 tonnes à pleine charge. Ils étaient propulsés par deux turbines à vapeur à engrenages, chacune entraînant un arbre d'hélice, utilisant la vapeur fournie par trois chaudières du Temple. Les turbines ont été conçues pour produire 33000 chevaux (22800 kW) et propulser les navires à 33 nœuds (61 km/h). Les navires transportaient 386 tonnes de mazout, ce qui leur donnait une distance franchissable de 3000 nautiques (5600 km) à 15 nœuds (28 km/h).
L’armement principal des navires de la classe L'Adroit consistait en quatre canons de 130 mm modèle 1924 en affûts simples, deux à l’avant et deux à l’arrière des superstructures. Leur armement antiaérien se composait de deux canons de 37 mm modèle 1925. Les navires embarquaient  deux plateformes triples de tubes lance-torpilles de 550 millimètres situés sur le pont derrière la 3éme cheminée. Deux rails pour grenades anti-sous-marines étaient installés au cul du bâtiment. Ils contenaient seize grenades de 200 kilogrammes. De plus, deux lanceurs de grenades anti-sous-marines permettaient de tirer six grenades de 100 kilogrammes.

## Carrière
Le Fortuné est mis en chantier le 11 septembre 1925, lancé le 15 novembre 1926 et achevé le 1er février 1928.

## Cinéma
Le Fortuné est le héros du film "Alerte en Méditerrané" de Léon Joannon tourné en 1938 avec comme acteur principal Pierre Frenay. 
1. 1 2  Jordan & Moulin, chapitre 3